# Miguel Grau Seminario
Miguel María Grau Seminario (Paita, Piura, 27 de juliol de 1834 — Punta Angamos, Antofagasta, 8 d'octubre de 1879) va ser un militar i polític peruà, almirall de la Marina de Guerra del Perú. Durant la Guerra del Pacífic, va comandar el monitor Huáscar, sucumbint definitivament en el combat naval d'Angamos. Va desenvolupar la seva carrera política durant una etapa de profunda divisió social i una contínua guerra civil amb Xile. És considerat com Heroi de la Marina de Guerra del Perú i de la nació peruana.

## Biografia
Fill del tinent coronel Juan Manuel Grau y Berrío, natural de Cartagena d'Índies, que formà part de l'exèrcit de Simón Bolívar, i de María Luisa Seminario y del Castillo, Miguel Grau va néixer en el port de Paita el 27 de juliol de 1834. Va ingressar en la Marina militar als 19 anys com guardiamarina. El 10 de març de 1856 és ascendit a alferes de navili amb destí al vaixell Apurímac. Va participar en la Guerra hispanosudamericana com a capità de fragata a la corbeta Unión. Va anar ascendint fins a arribar a Comandant general de la Marina de Guerra del Perú. Va morir el 8 d'octubre de 1879 durant el curs de la batalla naval de Angamos en l'anomenada Guerra del Pacífic (1879-1883) entre Perú i Xile.
El màxim Cavaller de les mars de la Marina de Guerra peruana, Miguel Grau, era fill de María Luisa Seminario del Castillo i de Juan Manuel Grau i Berrío, ex-tinent coronel dels exèrcits colombians que havien arribat al Perú amb Simón Bolívar per lluitar per la independència americana. Juan Manuel Grau era fill de Joan Francesc Grau i Girona, nat a Sitges el 1760 i traslladat a Colòmbia en cerca de fortuna.